# 제17회 부산국제단편영화제
제17회 부산국제단편영화제의 시상식에 관한 내용이다.

## 수상 및 후보

### 최우수작품상(국제경쟁)
- 슈가 힐 - 이송희일 수상

### 심사위원특별상(국제경쟁)
- 해 아래 햇살 - 임성찬 수상

### 은어상
- 구타 유발자... 잠들다 - 유정현 수상
- 물안경 - 이수연 수상
- 어떤 여행의 기록 - 조범구 수상